# Planica

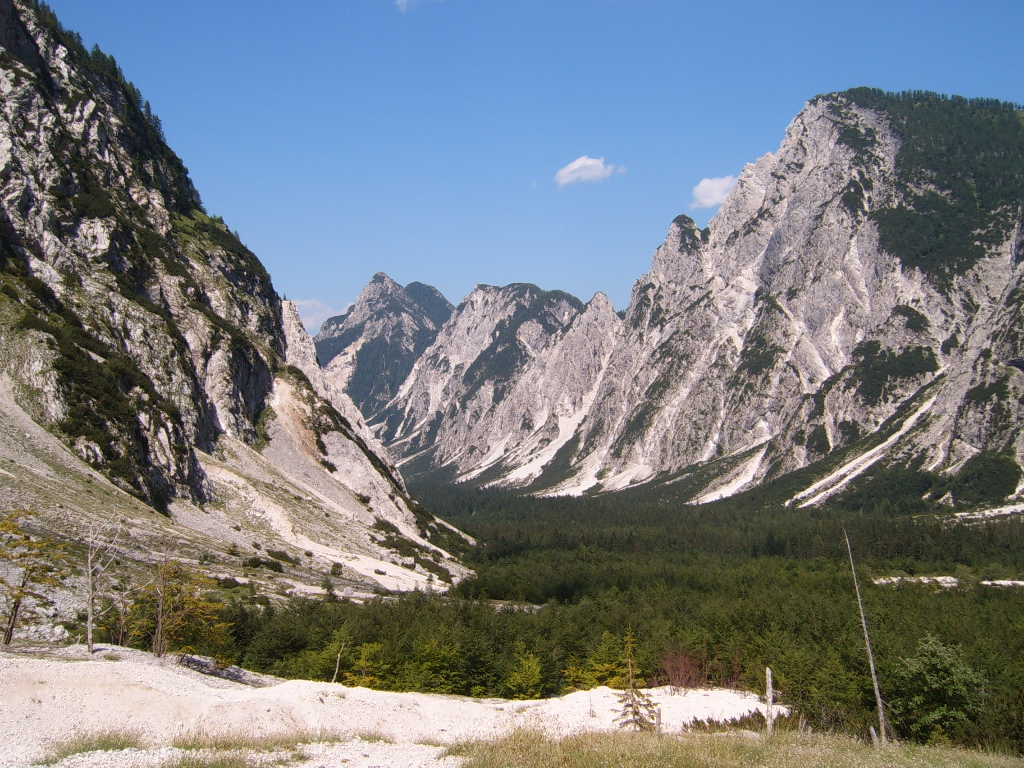
Údolí Planica

Planica (česky někdy Planice) je horské údolí v severozápadním Slovinsku, vedoucí jižně od města Rateče až k Tamaru v Triglavském národním parku. Konci doliny Planica dominuje vrchol Jalovec - 2645 m.

## Středisko zimních sportů
Planica je známá hlavně díky skokům na lyžích. První můstek tu byl vybudován ještě před rokem 1930, nejslavnější je ale „mamutí můstek“ Letalnica pro skoky na lyžích, postavený v roce 1969 s konstrukčním bodem 185 metrů, jediný, na kterém byly v letech 1985 - 2010 překonávány světové rekordy. Současný rekord můstku vlastní Nor Robert Johansson, který na Letalnici v roce 2017 doletěl na bod 250 metrů.
V Planici stál i starší můstek postavený v roce 1934 Stankem Bloudkem, s konstrukčním bodem 120 metrů, který se ale v roce 2001 zřítil a do roku 2007 nebyl obnoven.
Planica se nachází nedaleko dalšího střediska zimních sportů, Kranjské Gory.